# Chagholū-ye Sheydā
Chagholū-ye Sheydā (persiska: چَمغُلوی شِيدا, چَمغُلَ شِيدَ, چامِه گول, چامَگولی, چُمُقلو شِيدا, چغلو شيدا, Chamgholū-ye Sheydā, چَمقُلو) är en ort i Iran.   Den ligger i provinsen Kurdistan, i den nordvästra delen av landet, 300 km väster om huvudstaden Teheran. Chagholū-ye Sheydā ligger 1 809 meter över havet och antalet invånare är 173.
Terrängen runt Chagholū-ye Sheydā är platt åt sydost, men åt nordväst är den kuperad.Runt Chagholū-ye Sheydā är det ganska tätbefolkat, med 58 invånare per kvadratkilometer. Närmaste större samhälle är Bageh Jān, 14,6 km sydväst om Chagholū-ye Sheydā. Trakten runt Chagholū-ye Sheydā består i huvudsak av gräsmarker.